# Vital Dias
Vital José de Assis Dias (Maranhão, Brasil, 5 de marzo de 1960 - Río de Janeiro, 3 de marzo de 2015) fue un músico y funcionario público brasileño, conocido por haber sido el primer baterista de la banda de rock, Os Paralamas do Sucesso entre 1979 a 1981; siendo reemplazado posteriormente por João  Barone.
Tras sus salida, los miembros de la banda, le dedicaron la canción «Vital e Sua Moto»; que forma parte de su álbum debut de 1983, Cinema Mudo, siendo el primer éxito del grupo.
A mediados de los años 1980, formó parte de una banda de heavy metal llamada Sadom. A mediados de los años 1990, Dias se aleja del mundo de la música y se dedica a su oficio de funcionario público. Los últimos años de su vida los vivió en Teresópolis, al oeste de Río de Janeiro. Dias murió de cáncer el 3 de marzo de 2015, a dos días de cumplir 55 años.